# Hugo Eterianus
Hugo o Ugo Eterianus  (Pisa, c. 1115 - Constantinopla, 7 de diciembre de 1182) fue un cardenal y teólogo italiano del siglo XII, sobrino (quizá hijo) del papa Lucio III.

## Biografía
Hugo Eteriano estudió en Paris. En 1161 entró en la corte del emperador Manuel I Comneno de Constantinopla y se opuso a los principios de la Iglesia Ortodoxa Griega.
Escribió De haeresibus quas Graeci in Latinos devolvunt, sive quod Spiritus Sanctus ex utroque Patre et Filio procedit, obra importante escrita en latín y griego y primera defensa científica de la controvertida cláusula Filioque.
En su obra hace referencias a todos los autores importantes conocidos desde ambos bandos, como los santos Atanasio, Cirilo de Alejandría, Basilio de Cesarea, Gregorio Nacianceno, Crisóstomo, y Juan Damasceno, Agustín de Hipona, Jerónimo de Estridón, Gregorio I, Ambrosio e Hilario.
También compuso el tratado De regressu animarum ab inferis en respuesta a una petición del clero de Pisa, y De Graecorum malis consuetudinibus.
El papa Lucio III lo nombró cardenal en un consistorio de 1182, pero falleció en ese mismo año.